# Helius longinervis
Helius longinervis är en tvåvingeart som beskrevs av Edwards 1928. Helius longinervis ingår i släktet Helius och familjen småharkrankar. Inga underarter finns listade i Catalogue of Life.